# Cryptotrema seftoni
Cryptotrema seftoni är en fiskart som beskrevs av Hubbs, 1954. Cryptotrema seftoni ingår i släktet Cryptotrema och familjen Labrisomidae. IUCN kategoriserar arten globalt som otillräckligt studerad. Inga underarter finns listade i Catalogue of Life.